# Vlag van Ouder-Amstel
De  vlag van de gemeente Ouder-Amstel is op 14 november 1961 door de gemeenteraad van de Nederlandse gemeente Ouder-Amstel aangenomen als de gemeentelijke vlag. Het ontwerp is, voordat het aangenomen werd, eerst per brief ter advies aan de Hoge Raad van Adel voorgelegd. De Raad deelde mee dat het wapen zich zeer goed leende om een vrijwel identieke vlag van te maken.
De omschrijving van de vlag is als volgt:
Rechthoekig, bestaande uit vijf horizontale banen van gelijke hoogte in de kleuren: -van boven naar beneden- rood, zwart, rood, zwart en rood. Op de bovenste zwarte baan zijn, gelijkmatig verdeeld over de baanlengte, drie witte St. Andrieskruisen aangebracht en op de benedenste zwarte baan twee, recht onder de binnenste en buitenste kruisen in de bovenste zwarte baan
Het wapen van Ouder-Amstel heeft een gelijk wapenschild. De gemeente stelde 325 gulden beschikbaar om vijf van deze vlaggen aan te schaffen.
Aalsmeer · Alkmaar · Amstelveen · Amsterdam · Bergen · Beverwijk · Blaricum · Bloemendaal · Castricum · Den Helder · Diemen · Dijk en Waard · Drechterland · Edam-Volendam · Enkhuizen · Gooise Meren · Haarlem · Haarlemmermeer · Heemskerk · Heemstede · Heiloo · Hilversum · Hollands Kroon · Hoorn · Huizen · Koggenland · Landsmeer · Laren · Medemblik · Oostzaan · Opmeer · Ouder-Amstel · Purmerend · Schagen · Stede Broec · Texel · Uitgeest · Uithoorn · Velsen · Waterland · Wijdemeren · Wormerland · Zaanstad · Zandvoort